# Cửa khẩu Đăk Kôi
Cửa khẩu Đăk Kôi là cửa khẩu tại vùng đất xã Pờ Y huyện Ngọc Hồi tỉnh Kon Tum, Việt Nam .
Cửa khẩu Đăk Kôi thông thương sang cửa khẩu Kon Tuy Neak 14°39′30″B 107°32′44″Đ / 14,658256°B 107,545651°Đ ở xã Ta Veaeng Loeu (Tà Veng Lơ), huyện Ta Veaeng tỉnh Ratanakiri, Campuchia .
Cửa khẩu Đăk Kôi ở cách ngã ba biên giới Việt Nam - Lào - Campuchia cỡ gần 4 km theo đường thẳng về hướng nam đông nam.

## Hoạt động
Cửa khẩu Đăk Kôi nằm trong vùng của Khu kinh tế cửa khẩu quốc tế Bờ Y. Tuy nhiên những hoạt động kinh tế không được sôi động như kỳ vọng, được coi là là "giấc mơ đã tan vỡ" .